# 福田永将
福田 永将（ふくだ のぶまさ、1988年7月23日 - ）は、神奈川県横浜市青葉区出身の元プロ野球選手（内野手、外野手、捕手）、コーチ。右投右打。

## 経歴

### プロ入り前
神奈川県横浜市青葉区（旧：緑区）出身で、出身小中学校は区内の市立鴨志田第一小学校・鴨志田中学校である。下水流昂とは小・中学校の同級生で、横浜高校まで同じチームでプレーし続けた。
幼少期はサッカー少年で、将来の夢はJリーガーだったという。小学校入学前から友人たちと野球を始め、小学1年生のとき、友人に誘われたことがきっかけで鴨志田スワローズに入団、4年生からチームの主軸となる。当時の守備位置は捕手だった。幼少期から大柄であり、小学校卒業時は身長173cmだった。鴨志田中学校時代は緑中央リトルシニア（現：横浜青葉リトルシニア）に所属。1年生夏からベンチ入りを果たすと3年生までクリーンナップを担い、1年生（2001年）・3年生（2003年）のときに全国制覇を達成した。3年生のと「リトルシニア全日本選手権大会」に出場。1回戦では、のちに中日ドラゴンズへ同期入団する堂上直倫の在籍した名古屋北シニアと対戦、堂上に本塁打を打たれるが試合は勝利している。同大会では4番打者・捕手として出場し、打率7割を記録して優勝に貢献、MVPを受賞した。関東大会では3試合で6本塁打を記録し、夏に出場したジャイアンツカップではチームを優勝に導いた。中学生のころから甲子園・プロ野球を意識しはじめたという。中学時代、青葉区あざみ野南にあった練習場では打球がよく飛ぶことから「福田ネット」が張られたという。
高校進学にあたり全国50校から勧誘されたが、プロ野球選手を志望していたことや、横浜高校の当時監督だった渡辺元智の人柄に惹かれ、地元の横浜高校に進学した。横浜高校では打撃を買われ、1年春からベンチ入りを果たす。高校通算49本塁打。同期には上述の下水流に加え、佐藤賢治、西嶋一記がいる。1年生だった2004年夏の神奈川大会では全7試合で先発マスクを被り、23打数12安打、チームトップとなる打率.522を記録した。同年の夏の甲子園では背番号12を着けて出場し、2学年先輩の涌井秀章とバッテリーを組んで8強入りした。レギュラーであったが、まだ1年で経験も浅かったために、試合終盤の大事な場面では3年生捕手の村田浩明に交代させられることが多かった。同年12月に肘を故障して手術した影響で、一時期は一塁手にコンバートさせられたが、懸命なリハビリの末に再び捕手に戻った。2年春から4番打者を務めた。
2年生だった2005年秋の関東大会では常総学院（茨城代表）との準々決勝で、延長10回に左翼方向への本塁打を打ち、翌2006年春の選抜への出場を決めた。第78回選抜高等学校野球大会では、1学年下の髙濱卓也や佐藤とクリーンナップを組み、優勝を果たす。横浜高校にとって8年ぶり3度目の全国制覇だった。同年夏は史上初の同校2度目の「春夏連覇」が期待されたが、大阪桐蔭高校に6-11と大敗し、大会初日に敗退。春夏合わせて甲子園に3度出場したが、本塁打を打つことはできなかった。
2006年9月25日の高校生ドラフト会議では、身長181cm、体重82kgと恵まれた体格の持ち、高校入学時から強肩強打の大型捕手として注目され、握力70kgという手首の強さを生かした打撃が持ち味とされていた。高校生ドラフト会議当日に中日ドラゴンズから3巡目で指名され、入団。本人は指名されると考えていなかったという。鴨志田第一小学校・鴨志田中学校卒業生初となるプロ野球選手となった。

### 中日時代

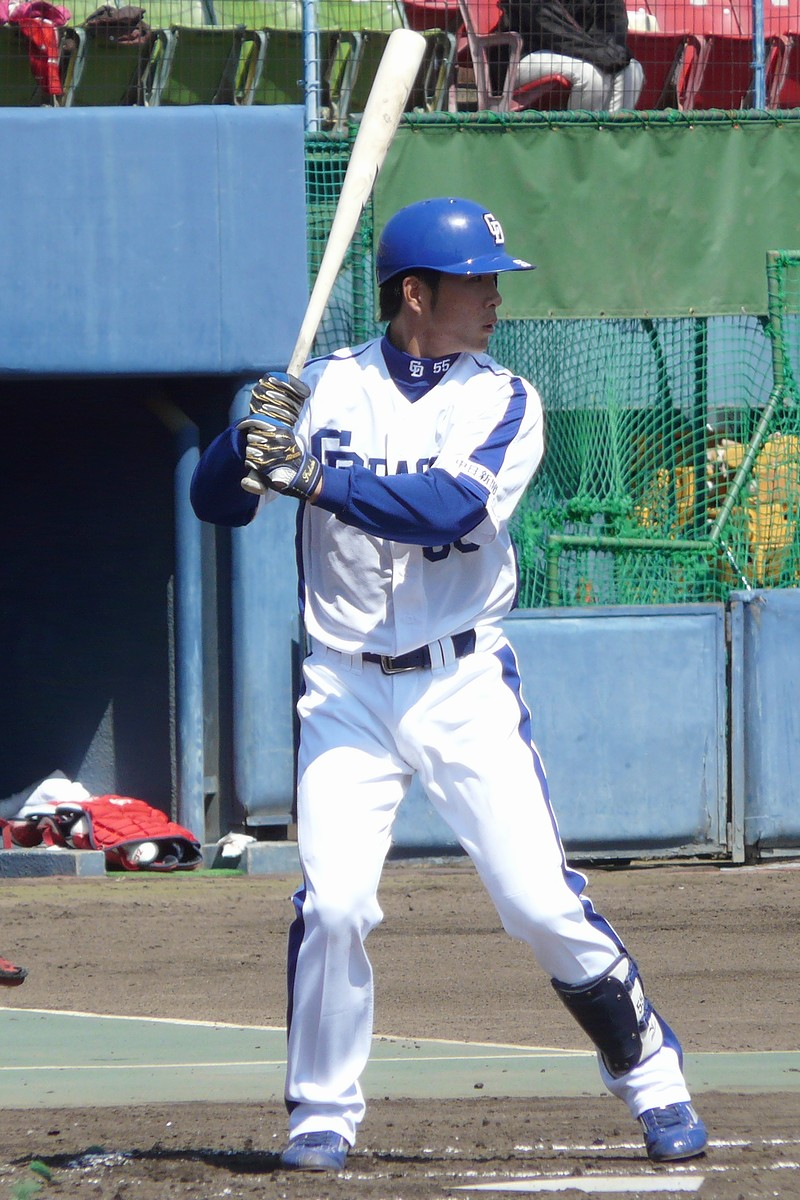
現役時代 2009年4月2日 ナゴヤ球場

2007年、新人の中でも打撃の評価が高く、春季キャンプにおける一軍組（北谷）への昇格1号となった。落合博満監督から同年に行われるプレ五輪に推薦された。谷繁元信、小田幸平に次ぐ3番目の捕手を争うことが期待されたが、同じく新人捕手である田中大輔の存在もあり、二軍（ウエスタン・リーグ）でも9試合のみの出場で無安打に終わった。出場機会を増やすべく内野手へコンバートされ、同年オフの秋季キャンプから一塁の守備にも取り組んだ。
2008年、春季キャンプで山本昌と同部屋になる。落合監督の指示もあり、本格的に捕手から内野手へ転向。同年も一軍出場なし。前年に一軍出場のなかった堂上直倫、清水昭信、岩﨑達郎が同年に一軍の舞台を踏み、この時点で2007年入団選手唯一となる一軍経験のない選手となった。しかし、二軍では4番打者としてスタメンを経験し、フェニックスリーグでは石井一久から本塁打を放った。
2009年、春季キャンプで一軍に抜擢される。しかし初日に落合監督からノックを受けた際に右太ももを痛め、2日目に二軍へ降格。ウエスタン・リーグの6月の月間MVPを獲得し、7月に初の一軍昇格。7月7日の対東京ヤクルトスワローズ10回戦（明治神宮野球場）にて、9回表に代打として一軍（セントラル・リーグ）公式戦初出場を果たす。その打席で押本健彦から史上49人目となるプロ初打席初本塁打を放った。7月31日の対東京ヤクルト戦（神宮球場）では、負傷退場したトニ・ブランコの代役として4番・一塁手で途中から試合終了まで出場。その後は代打で好機を生かせず8月中旬に再び二軍に降格した。
2010年、オープン戦や練習試合、二軍でも4番を任せられ打率3割台を記録。しかし一軍では15試合の出場で打率.167、2安打、0本塁打にとどまった。
2011年、開幕前から好調を維持し、右の代打として開幕一軍入り。開幕戦から代打として出場し、4月13日の横浜ベイスターズ戦（横浜スタジアム）で代打としてプロ2本目のソロ本塁打を江尻慎太郎から放ち、4月15日にも阪神タイガース戦（ナゴヤドーム）でまたも代打としてプロ3本目のソロ本塁打を藤川球児から放った。しかし、その後は5打席無安打が続き二軍落ちした。一軍に戻ったのはシーズン終盤の10月で、同月19日の対東京ヤクルト24回戦（ナゴヤドーム）では初となるスタメン出場を果たしている。一年間を通しての一軍定着とはならなかったが、自身初となる日本シリーズ出場を果たした。
2012年からは小山桂司のトレード移籍に伴い、4年ぶりに捕手に再転向。オープン戦で積極的に起用され、打撃で結果を残し三番手捕手として二年連続の開幕一軍入りを果たす。5月5日の対横浜DeNAベイスターズ戦（横浜スタジアム）にて一軍で初めて捕手のポジションに就くが、同じ試合でその後にアマチュア時代を通じて自身初となる二塁手の守備に就く。またこの試合ではシーズン1号となるソロ本塁打を放つ。最終的に自己最多の49試合に出場し、期待された打撃面では打率.176、1本塁打と課題が残り、守備機会もこれまで通りの一塁手としての出場が主だった。オフに内野手に再コンバートした。
2013年は右肩痛の影響で4試合の出場で2安打に留まった。2014年も10試合の出場で3安打に留まった。
2015年、春季キャンプでフォーム改造した結果、オープン戦で4本塁打、リーグトップの13打点と結果を残し、開幕一軍入りを果した。開幕戦で、スタメンで一塁を守っていた森野将彦が故障したため、3月31日の対読売ジャイアンツ戦（ナゴヤドーム）からスタメン出場すると、4打数3安打2打点本塁打1本と活躍し勝利に貢献した。その後も4月は、一塁手での起用が多かった。6月21日の試合終了後、応援団は個人応援歌が作成されたことを発表した。6月23日より使用開始された。中盤以降、代打で成績を落としたが、自己最高の79試合に出場し6本塁打を放つなど、自己ベストの成績を記録。シーズン途中から試合前の練習などでレフトに就く場面も見られた。この年は、飛躍のシーズンとなり、11月13日の契約更改では約850万円増の約1500万円でサインした。
2016年、出場当初は三塁手、左翼手を中心に、ダヤン・ビシエドの離脱後は一塁手ならびに4番打者としても出場を重ね、10本塁打を記録した。
2017年、開幕から右肩の怪我に苦しみ、開幕は二軍で迎え、4月23日に一軍に合流。4月26日の対東京ヤクルトスワローズ戦（ナゴヤドーム）にて代打でシーズン初出場。その後は6月終了時点で、打率.214、9安打、0本塁打、2打点と不振だったが、7月7日の対横浜DeNAベイスターズ戦（ナゴヤドーム）でシーズン1号となるソロ本塁打を放つ。7月25日の対東京ヤクルトスワローズ戦（明治神宮野球場）では2本の本塁打を放ち、自身初となる「1試合2本塁打」を記録し6打点を記録。その後も好調を維持し、8月18日の対阪神タイガース戦（ナゴヤドーム）で、自己最多となるシーズン11号の本塁打を放つなど7月と8月合わせて打率.287、49安打、14本塁打と奮闘した。その後は一時4番のスタメンもあった。最終的には95試合の出場で、打率.271、81安打、キャリアハイの18本塁打を記録し2年連続の2桁本塁打となった。
2018年、大野雄大に代わり、選手会長に就任した。同年は、自身初の規定打席到達、100安打超を達成。
2019年は高橋周平が三塁手に戻ったため、開幕は控えだったが、ナゴヤドーム開幕戦では不振のソイロ・アルモンテに代わりスタメン出場した。その後、代打や左翼手として出場した。その後二軍落ちしたが、再昇格後は故障の高橋に代わり三塁手の守備についた。高橋の復帰後は左翼手のレギュラーとなった。8月は8本の本塁打を放った。9月は打率3割3分、3本塁打、21打点、また殊勲打6度で自身初の月間MVPを受賞した。シーズン通して読売ジャイアンツとの相性の良さを見せ、打率.333、6本塁打、21打点を記録した。
2020年も開幕一軍入りを果たした。しかしこの年は開幕から打撃不振に苦しみ、長打も減少。8月23日にコンディション不良で登録抹消。9月3日に再度一軍登録され、復帰後初打席で先制の2ランホームランを放った。しかし、9月9日に体幹コンディション不良で再度登録抹消となった。10月23日に再登録となりその日の対東京ヤクルトスワローズ戦（明治神宮野球場）で、代打で復帰。翌日の24日の対東京ヤクルトスワローズ戦（明治神宮野球場）では6番レフトでスタメン出場し、本塁打1本含む3安打4打点の活躍で猛打賞を記録した。しかしその後も本調子とはいかず、10月30日の対広島東洋カープ戦（ナゴヤドーム）では、スタメン出場するも2回表に守備でダイビングキャッチを試み左肩を痛め打席に立てずに途中交代。左肩の脱臼と診断され、シーズン3度目の抹消となり今季絶望となった。この年は不振と度重なる怪我の影響で本来の調子を発揮できず、前年相性の良かった読売ジャイアンツには打率.159、7安打、1本塁打と苦しみ、シーズン二桁本塁打も4年で途切れた。この年チームは8年ぶりのAクラス入りを果たしたが、自身としては物足りない結果に終わった。
2021年は、前年の脱臼の影響で開幕を二軍で迎えたが、ビシエドがコンディション不良で抹消されると即昇格し4月23日の対東京ヤクルトスワローズ戦（明治神宮野球場）で4安打3打点を記録し、4月28日の対阪神タイガース戦（バンテリンドームナゴヤ）で岩貞祐太から1号本塁打を放った。10月26日、右膝半月板の手術を受けた。シーズン中にFA権を取得したが行使しなかった。福田は「今までで一番苦しいシーズンだった」と振り返った。
2022年も開幕を二軍で迎えると昇降格を繰り返した。7月19日の昇格後2試合目となった対横浜DeNAベイスターズ戦（バンテリンドームナゴヤ）で山﨑康晃から1号本塁打を放った。その2試合でいずれもマルチヒットを記録していたが、翌日に新型コロナウイルス感染症の陽性判定を受け「特例 2022」の対象選手として出場選手登録を抹消された。復帰後は主に代打として起用されたが前述の本塁打以降1ヶ月間打点を挙げられないなど、結果を出せず8月28日に滝野要と入れ替わり二軍へ降格した。9月以降は出場機会がなく、最終的に2015年以降最少となる25試合、1本塁打に終わった。
2023年は、春季キャンプ途中から別メニュー調整となり、2月28日に「左膝内側半月板を部分切除する手術」を受けた。その後、5月23日のウエスタン・リーグで実戦に復帰。直近5試合で打率5割超えと好調だった6月15日にシーズン初の一軍昇格を果たした。しかし、7月15日の阪神戦（甲子園）で、本塁にヘッドスライディングした際に左肩を脱臼。その際に引退を意識し始め、9月15日に引退を表明した。10月3日の巨人戦（ナゴヤドーム）で引退試合を行い、「5番・一塁手」で先発出場。2回裏の第1打席で、赤星優志の初球を打ち、遊飛に倒れた。その後、3回表に守備位置に立ってから交代を告げられ、引退試合を終えた。

### 現役引退後
シーズンオフの10月5日、翌2024年から中日の打撃コーチを務めることが発表された。当初一軍・二軍の振り分けは未定だったが、同30日に二軍打撃コーチと公示された。

## 選手としての特徴
長打力を最大の武器とし、会心の一発を放った際の鮮やかなバット投げが代名詞の和製大砲。高校時代はスイングスピードは格段に速いわけではないが、インパクトの瞬間にパワーを凝縮させてバットに伝えることで高校生離れした飛距離が出せると評されており、横浜高校監督の渡辺元智からもその長打力を認められていた。また、遠投100 mの強肩の持ち主でもあった。
プロ入りの際には、東京ヤクルトスワローズの古田敦也を目標に挙げ、「打てる捕手」となることや、当時正捕手として君臨した谷繁元信の背番号27を実力で奪うことを目標とした。また川上憲伸の球を受けられることや、監督である落合からの打撃指導も期待していた。担当スカウトの石井昭男は、体や肩の強さがかつて正捕手を担った中村武志を思わせると評していた。

## 人物
愛称は「福ちゃん」。
両親と兄・姉の5人家族。母親の実家は愛知県。父親は馬蹄のアクセサリー専門店「アトリエノア」を経営している。
2007年、自身初の春季キャンプ中に少女が落合監督にサインを求めたが、その色紙にはすでに福田のサインが書かれていた。落合は「ここにサインはできない。大切に持ってな。将来クリーンナップを打って、すごい価値になるかもしれないから」と福田への期待を示した。

## 詳細情報

### 年度別打撃成績
| 年 度      | 球 団      | 試 合 | 打 席 | 打 数 | 得 点 | 安 打 | 二 塁 打 | 三 塁 打 | 本 塁 打 | 塁 打 | 打 点 | 盗 塁 | 盗 塁 死 | 犠 打 | 犠 飛 | 四 球 | 敬 遠 | 死 球 | 三 振 | 併 殺 打 | 打 率 | 出 塁 率 | 長 打 率 | O P S |
| ---------- | ---------- | ----- | ----- | ----- | ----- | ----- | -------- | -------- | -------- | ----- | ----- | ----- | -------- | ----- | ----- | ----- | ----- | ----- | ----- | -------- | ----- | -------- | -------- | ----- |
| 2009       | 中日       | 17    | 18    | 16    | 2     | 3     | 1        | 0        | 1        | 7     | 1     | 0     | 0        | 0     | 0     | 2     | 0     | 0     | 7     | 0        | .188  | .278     | .438     | .715  |
| 2010       | 中日       | 15    | 13    | 12    | 1     | 2     | 0        | 0        | 0        | 2     | 0     | 0     | 0        | 0     | 0     | 0     | 0     | 1     | 6     | 0        | .167  | .231     | .167     | .397  |
| 2011       | 中日       | 12    | 17    | 17    | 3     | 4     | 0        | 0        | 2        | 10    | 2     | 0     | 0        | 0     | 0     | 0     | 0     | 0     | 7     | 1        | .235  | .235     | .588     | .823  |
| 2012       | 中日       | 49    | 53    | 51    | 2     | 9     | 1        | 0        | 1        | 13    | 2     | 0     | 1        | 0     | 0     | 1     | 0     | 1     | 20    | 0        | .176  | .208     | .255     | .462  |
| 2013       | 中日       | 4     | 7     | 7     | 0     | 2     | 0        | 0        | 0        | 2     | 0     | 0     | 0        | 0     | 0     | 0     | 0     | 0     | 2     | 0        | .286  | .286     | .286     | .571  |
| 2014       | 中日       | 10    | 12    | 12    | 1     | 3     | 1        | 0        | 0        | 4     | 0     | 0     | 0        | 0     | 0     | 0     | 0     | 0     | 4     | 1        | .250  | .250     | .333     | .583  |
| 2015       | 中日       | 79    | 185   | 169   | 12    | 41    | 6        | 2        | 6        | 69    | 23    | 0     | 0        | 0     | 2     | 14    | 0     | 0     | 62    | 7        | .243  | .297     | .408     | .706  |
| 2016       | 中日       | 89    | 306   | 270   | 28    | 72    | 8        | 0        | 10       | 110   | 37    | 0     | 1        | 0     | 2     | 28    | 1     | 6     | 42    | 9        | .267  | .346     | .407     | .754  |
| 2017       | 中日       | 95    | 326   | 299   | 37    | 81    | 19       | 0        | 18       | 154   | 49    | 0     | 1        | 0     | 1     | 21    | 0     | 5     | 70    | 4        | .271  | .328     | .515     | .843  |
| 2018       | 中日       | 133   | 487   | 440   | 50    | 115   | 22       | 1        | 13       | 178   | 63    | 0     | 0        | 0     | 5     | 37    | 1     | 5     | 119   | 13       | .261  | .322     | .405     | .727  |
| 2019       | 中日       | 105   | 352   | 310   | 55    | 89    | 18       | 0        | 18       | 161   | 66    | 0     | 1        | 0     | 5     | 32    | 4     | 5     | 69    | 7        | .287  | .358     | .519     | .877  |
| 2020       | 中日       | 64    | 216   | 195   | 18    | 48    | 11       | 1        | 5        | 76    | 24    | 0     | 0        | 0     | 1     | 18    | 0     | 2     | 43    | 7        | .246  | .315     | .390     | .705  |
| 2021       | 中日       | 110   | 305   | 279   | 21    | 68    | 21       | 2        | 8        | 117   | 28    | 1     | 2        | 0     | 1     | 22    | 0     | 3     | 49    | 6        | .244  | .305     | .419     | .724  |
| 2022       | 中日       | 25    | 29    | 28    | 1     | 6     | 1        | 0        | 1        | 10    | 2     | 0     | 0        | 0     | 0     | 1     | 0     | 0     | 7     | 0        | .214  | .241     | .357     | .599  |
| 2023       | 中日       | 19    | 26    | 20    | 3     | 3     | 0        | 0        | 1        | 6     | 1     | 0     | 0        | 0     | 0     | 5     | 2     | 1     | 4     | 0        | .150  | .346     | .300     | .646  |
| 通算：15年 | 通算：15年 | 826   | 2352  | 2125  | 234   | 546   | 109      | 6        | 84       | 919   | 298   | 1     | 6        | 0     | 17    | 181   | 8     | 29    | 511   | 55       | .257  | .321     | .432     | .754  |

### 年度別守備成績
捕手守備
| 年 度 | 球 団 | 捕手  | 捕手  | 捕手  | 捕手  | 捕手  | 捕手     | 捕手  | 捕手     | 捕手     | 捕手     | 捕手     |
| 年 度 | 球 団 | 試 合 | 刺 殺 | 補 殺 | 失 策 | 併 殺 | 守 備 率 | 捕 逸 | 企 図 数 | 許 盗 塁 | 盗 塁 刺 | 阻 止 率 |
| ----- | ----- | ----- | ----- | ----- | ----- | ----- | -------- | ----- | -------- | -------- | -------- | -------- |
| 2012  | 中日  | 8     | 19    | 2     | 0     | 0     | 1.000    | 2     | 0        | 0        | 0        | ----     |
| 通算  | 通算  | 8     | 19    | 2     | 0     | 0     | 1.000    | 2     | 0        | 0        | 0        | ----     |

内野守備
| 年 度 | 球 団 | 一塁  | 一塁  | 一塁  | 一塁  | 一塁  | 一塁     | 三塁  | 三塁  | 三塁  | 三塁  | 三塁  | 三塁     | 二塁  | 二塁  | 二塁  | 二塁  | 二塁  | 二塁     |
| 年 度 | 球 団 | 試 合 | 刺 殺 | 補 殺 | 失 策 | 併 殺 | 守 備 率 | 試 合 | 刺 殺 | 補 殺 | 失 策 | 併 殺 | 守 備 率 | 試 合 | 刺 殺 | 補 殺 | 失 策 | 併 殺 | 守 備 率 |
| ----- | ----- | ----- | ----- | ----- | ----- | ----- | -------- | ----- | ----- | ----- | ----- | ----- | -------- | ----- | ----- | ----- | ----- | ----- | -------- |
| 2009  | 中日  | 3     | 11    | 0     | 0     | 2     | 1.000    | 1     | 0     | 0     | 0     | 0     | .000     | -     | -     | -     | -     | -     | -        |
| 2010  | 中日  | 3     | 4     | 0     | 0     | 2     | 1.000    | -     | -     | -     | -     | -     | -        | -     | -     | -     | -     | -     | -        |
| 2011  | 中日  | 2     | 4     | 0     | 0     | 0     | 1.000    | 2     | 1     | 1     | 1     | 0     | .667     | -     | -     | -     | -     | -     | -        |
| 2012  | 中日  | 12    | 13    | 2     | 0     | 1     | 1.000    | 4     | 4     | 10    | 0     | 0     | 1.000    | 2     | 0     | 0     | 0     | 0     | ----     |
| 2013  | 中日  | 1     | 4     | 2     | 0     | 0     | 1.000    | -     | -     | -     | -     | -     | -        | -     | -     | -     | -     | -     | -        |
| 2014  | 中日  | 2     | 8     | 1     | 0     | 1     | 1.000    | -     | -     | -     | -     | -     | -        | -     | -     | -     | -     | -     | -        |
| 2015  | 中日  | 43    | 320   | 26    | 3     | 21    | .991     | -     | -     | -     | -     | -     | -        | -     | -     | -     | -     | -     | -        |
| 2016  | 中日  | 33    | 158   | 13    | 0     | 13    | 1.000    | 37    | 15    | 51    | 2     | 3     | .971     | -     | -     | -     | -     | -     | -        |
| 2017  | 中日  | 49    | 338   | 20    | 1     | 29    | .997     | 45    | 11    | 69    | 4     | 4     | .952     | -     | -     | -     | -     | -     | -        |
| 2018  | 中日  | 28    | 77    | 4     | 0     | 0     | 1.000    | 120   | 65    | 213   | 10    | 16    | .965     | -     | -     | -     | -     | -     | -        |
| 2019  | 中日  | 31    | 48    | 1     | 1     | 6     | .980     | 13    | 5     | 32    | 1     | 2     | .974     | -     | -     | -     | -     | -     | -        |
| 2020  | 中日  | 2     | 8     | 0     | 0     | 0     | 1.000    | -     | -     | -     | -     | -     | -        | -     | -     | -     | -     | -     | -        |
| 2021  | 中日  | 27    | 67    | 8     | 0     | 7     | 1.000    | -     | -     | -     | -     | -     | -        | -     | -     | -     | -     | -     | -        |
| 2022  | 中日  | 10    | 17    | 0     | 0     | 1     | 1.000    | 3     | 0     | 4     | 0     | 0     | 1.000    | -     | -     | -     | -     | -     | -        |
| 2023  | 中日  | 10    | 39    | 2     | 0     | 4     | 1.000    |       |       |       |       |       |          | -     | -     | -     | -     | -     | -        |
| 通算  | 通算  | 256   | 1116  | 79    | 5     | 95    | .996     | 225   | 101   | 380   | 18    | 25    | .964     | 2     | 0     | 0     | 0     | 0     | ----     |

外野守備
| 年 度 | 球 団 | 外野  | 外野  | 外野  | 外野  | 外野  | 外野     |
| 年 度 | 球 団 | 試 合 | 刺 殺 | 補 殺 | 失 策 | 併 殺 | 守 備 率 |
| ----- | ----- | ----- | ----- | ----- | ----- | ----- | -------- |
| 2016  | 中日  | 27    | 42    | 2     | 0     | 0     | 1.000    |
| 2019  | 中日  | 62    | 101   | 3     | 0     | 0     | 1.000    |
| 2020  | 中日  | 55    | 60    | 1     | 1     | 0     | .984     |
| 2021  | 中日  | 72    | 100   | 0     | 0     | 0     | 1.000    |
| 2022  | 中日  | 3     | 5     | 1     | 0     | 1     | 1.000    |
| 通算  | 通算  | 219   | 308   | 7     | 1     | 1     | .997     |

### 表彰
- 月間MVP：1回（野手部門：2019年9月）

### 記録
初記録
- 初出場：2009年7月7日、対東京ヤクルトスワローズ10回戦（明治神宮野球場）、9回表に中田賢一の代打で出場
- 初打席・初安打・初本塁打・初打点：同上、9回表に押本健彦から左越ソロ　※史上49人目の初打席初本塁打
- 初先発出場：2011年10月19日、対東京ヤクルトスワローズ24回戦（ナゴヤドーム）、3番・三塁手で先発出場
- 初盗塁：2021年5月1日、対読売ジャイアンツ戦8回戦（東京ドーム）、5回表に二盗（投手田中豊樹、捕手大城卓三）

その他の記録
- プロ初盗塁が出場690試合目 ※当時野手としては史上最遅記録、投手を含んでも史上2番目の遅さ[48][注 4]

### 背番号
- 55（2007年 - 2023年）
- 84（2024年 - ）

### 登場曲
- 「Riders High」湘南乃風（2010年 - 2014年）
- 「She Don't Know」アッシャー（2015年 - 2016年）
- 「Lose Yourself」エミネム（2017年 - ）